# المنصور علاء الدين علي
المنصور علاء الدين علي بن شعبان أحد سلاطنة المماليك البحرية تولى عرش مصر في الفترة من (1376-1381). من أحفاد السلطان الناصر محمد بن قلاوون تولى الحكم لمدة سنتين خلفا لوالده السلطان السلطان شعبان ثم توفي وخلفه وجاء أخوه الصالح زين الدين حاجى .